# 牧夫座τb
牧夫座τ星b，也被称为牧夫座τ星Ab,是一颗位于牧夫座、距离地球约50光年的系外行星。1996年，杰弗里·马西和保罗·巴特勒宣布发现该行星。牧夫座τ星是首批被发现拥有环绕其运行的系外行星的恒星之一。因为被误认为是首颗通过直接观测发现的系外行星，牧夫座τ星b于1999年12月16日被冠以“千年行星”的绰号。

## 发现
1996年，“加利福尼亚和卡内基行星搜索计划”的保罗·巴特勒和杰弗里·马西使用当时已经成熟的视向速度法发现了该行星，它是首批被发现的系外行星之一。由于其母星十分明亮，而其自身质量也较大，所以产生了十分明显的视向速度位移，速度高达每秒469 ± 5米/秒；而迈克尔·梅耶和迪迪尔·奎洛兹通过对15年间所收集数据的研究，证实了这一数据的准确性。

## 轨道和质量
牧夫座τ星b质量较大，其质量下限大于木星质量的4倍。其所运行的轨道被称为“烈焰轨道”（"torch orbit"），距离中央恒星的距离小于水星至太阳距离的七分之一。其轨道周期仅为3地球日7.5小时。由于牧夫座τ较之太阳温度更高，体积更大，而该行星的轨道十分接近牧夫座τ，所以可以料想牧夫座τ星b的表面温度极高。假设该行星表面为灰色，且不存在温室效应或者引力潮汐效应，球面反照率为0.1，则其表面温度将会接近于1600K。虽然还未曾直接探测到该行星，但是科学家已经可以确定该行星是一颗类木行星。
牧夫座τ星b的质量要大于大多数的“热木星”，所以有观点认为该行星最初是一颗褐矮星——即失败的恒星，由于过于接近其主星，在其热量的影响下它逐渐失去了大气层。尽管这种情况是不大可能发生的——但是著名的凌星行星HD 209458b曾被观测到发生了这一情况。
1999年12月，A·C·卡梅隆所领导的团队宣布他们观测到该行星所反射的恒星光芒。据他们测定，该行星轨道的倾角为29°，其质量为木星的8.5倍。他们认为该行星的表面为蓝色。遗憾的是，该观测结果被未能得到再次的确认，并在其后被证明是伪造的。有人则认为该行星与其母星处于潮汐锁定状态，如果该假定属实，则其轨道倾角将达到40°，质量则将达到6—7倍木星质量。后来所进行的磁场探测证实了该假定。

## 物理特性
牧夫座τ星b的较高温度可能导致其半径膨胀，比木星的半径大1.2倍。由于还未曾探测到该行星的反射光，所以其表面反照率一定小于0.37。其表面温度高达1600K，被认为高于HD 209458b的表面温度（测定值为1392K），甚至可能高于HD 149026b（最初测定值为2300K，后来依据较高的反照率0.3修正为1540K）。依据萨达斯基归类法，牧夫座τ星b被划为V类行星，该类行星的表面反照率高达0.55以上。
该行星是VLTI光谱成像仪进行近红外观测的候选观测对象之一。
有迹象表明，在该行星之外，还存在着一颗环绕牧夫座τ星A运行的系外行星。不过该行星可能还未运行完完整的一周，其存在与否仍然存疑。